# Władimir Majakowski

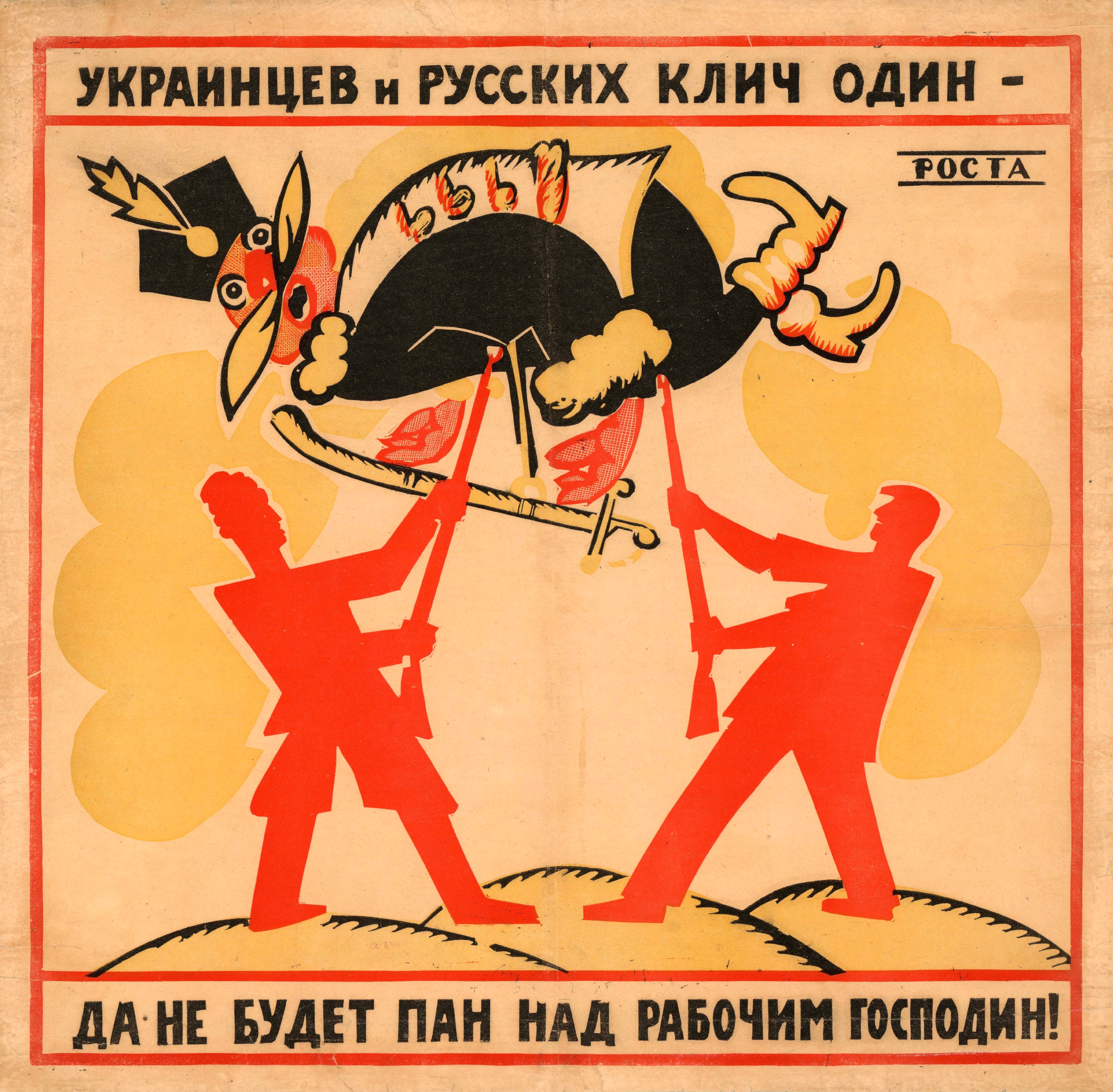
Antypolski plakat ROSTA autorstwa Władimira Majakowskiego, wojna polsko-bolszewicka, maj 1920

Władimir Władimirowicz Majakowski (ros. Владимир Владимирович Маяковский; ur. 7 lipca?/19 lipca 1893 w Baghdati, zm. 14 kwietnia 1930 w Moskwie) – rosyjski poeta i dramaturg, przedstawiciel kubofuturyzmu okresu rosyjskiego srebrnego wieku, współautor (z Dawidem Burlukiem, Wielimirem Chlebnikowem i Aleksiejem Kruczonychem) futurystycznych manifestów poetyckich (1910–1913).

## Życiorys
Urodził się w Baghdati (obecnie część Gruzji). Po śmierci ojca, w 1906 roku, wraz z matką i rodzeństwem przeniósł się do Moskwy. Już od wczesnej młodości sympatyzował z ruchem bolszewickim, za co kilkakrotnie był aresztowany, a w 1908 roku więziony.
W latach 1911–1914 studiował w Szkole Malarstwa, Rzeźby i Architektury w Moskwie.

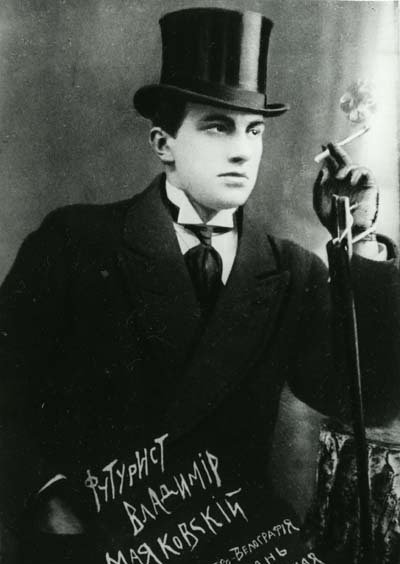
Władimir Majakowski (1914)

Odkrywcą jego talentu był Dawid Burluk, który wprowadził go również w kręgi futurystów (grupa Hylaea). Wraz z nim oraz Wielimirem Chlebnikowem i Aleksiejem Kruczonychem wydał manifest rosyjskiego futuryzmu Policzek smakowi powszechnemu.
W pierwszych latach po rewolucji malował plakaty propagandowe. Współtworzył pismo Lef (ЛЕФ), reaktywowane po jego zamknięciu pod nazwą Nowy lef (Новый ЛЕФ). Działalność obu została przerwana z powodu konfliktu ze środowiskiem literatów w sposób dogmatyczny traktujących rewolucję. Wstąpienie Majakowskiego do Rosyjskiego Stowarzyszenia Pisarzy Proletariackich (Российская Aссоциация Пролетарских Писателей) nie tylko nie uchroniło tych pism, ale przyczyniło się jeszcze do odsunięcia się od niego niektórych przyjaciół.

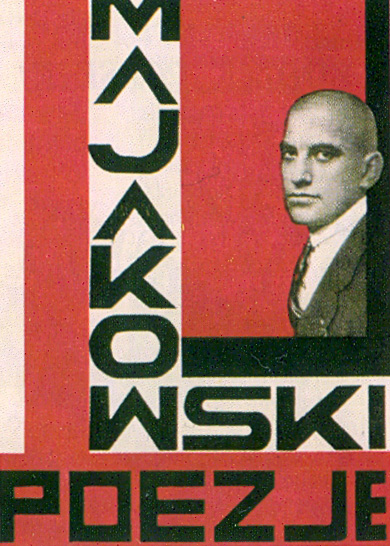
Wydany w Polsce zbiór poezji Majakowskiego ok. 1930. Projekt okładki Mieczysław Szczuka

Z czasem coraz bardziej krytycznie oceniał wyniki rewolucji. W jego twórczości nastąpił pewien rozdźwięk, nie porzucił bowiem swych dawnych poglądów, a mimo to, dostrzegając w jakim kierunku podążał w Rosji komunizm, ośmielił się na otwarte polemiki z socrealistami. Wreszcie padł pod jego adresem klasyczny w owych czasach zarzut o wypaczenia i odejście od doktryny.
Debiut jego przypadł na czas przełomowy w literaturze rosyjskiej, kiedy odchodzono od symbolicznego i pełnego metafor opisu świata na korzyść futurystycznych wizji. O ile jednak wiele powstających w tym czasie utworów miało dość miałką treść i pokazowy charakter, będący jedynie afirmacją przynależności do tego ruchu (m.in. sposób pisania z pominięciem zasad ortograficznych), o tyle Majakowski rzeczywiście angażował się w głoszenie postulatów, z którymi się identyfikował. Głosił pochwałę techniki, współczesności i następujących przemian, sprzeciwiał się kultywowaniu tradycji. Tkwiła w tym pewna sprzeczność, ponieważ wizję nowego świata opiewał z pomocą środków negowanych przez futurystów. Podczas gdy animatorzy tego ruchu uciekali od treści na rzecz formy, tworząc zdania pozbawione sensu i skupiając się na fonetycznym brzmieniu zestawionych ze sobą wyrazów, Majakowski używał tych samych środków w sposób kreatywny.

## Śmierć
Zginął w nie do końca jasnych okolicznościach. Oficjalną przyczyną zgonu ogłoszono samobójstwo, poprzez strzał w serce. Został pochowany na Cmentarzu Nowodziewiczym w Moskwie. Po swojej śmierci, jako piewca Lenina i rewolucji, stał się wygodnym materiałem propagandowym. Szczególnie często poezja Majakowskiego przywoływana była w epoce stalinizmu.

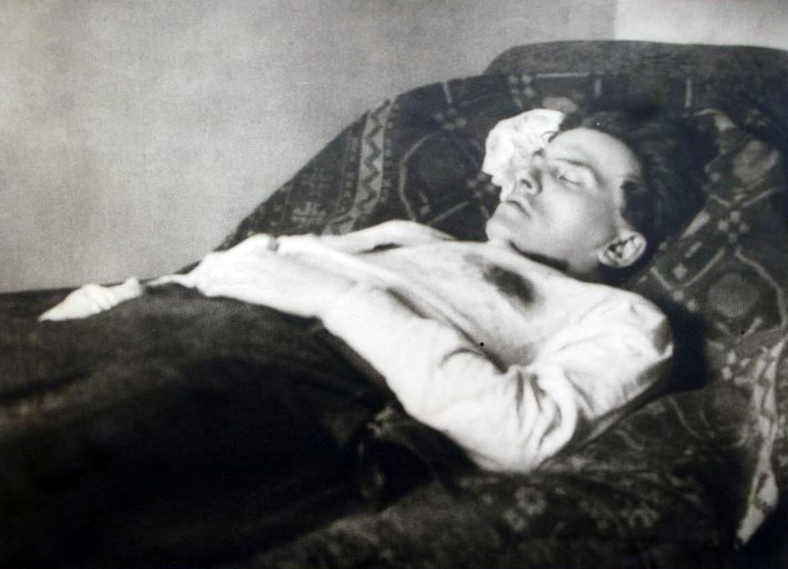
Władimir Majakowski na łożu śmierci

## Majakowski w kulturze popularnej
- W filmie Do widzenia, do jutra (reż. Janusz Morgenstern) główny bohater Jacek (Zbigniew Cybulski) recytuje Margueritte (Teresa Tuszyńska) fragment poematu Majakowskiego pt. Obłok w spodniach.
- Postać Majakowskiego pojawia się epizodycznie w filmie Juliusza Machulskiego pt. Deja vu – jest jednym z pasażerów pierwszego rejsu Nowy Jork-Konstantynopol-Odessa. Po zejściu na ląd w Odessie recytuje fragment swego wiersza pt. Sowiecki paszport.
- Zespół Pidżama Porno umieścił na swoim debiutanckim albumie Ulice jak stygmaty piosenkę Lewą marsz do słów wiersza Majakowskiego o tym samym tytule.
- Robo Grigorov umieścił na swoim albumie Nohy piosenkę Majakovskému, znaną później także jako Pocta Majakovskému; tekst napisał Kamil Peteraj.
- Wiersz Edwarda Stachury Nie brookliński most jest poetycką polemiką z wierszem Majakowskiego Brookliński most[4].

## Wybrana twórczość[5]

### Poematy
- 1915:
  - Obłok w spodniach[6][7] (ros. Облако в штанах)
  - Flet kręgosłupa[7] (ros. Флейта-позвоночник)
- 1916 – Wojna i świat (ros. Война и мир)
- 1918 – Człowiek[8] (ros. Человек)
- 1920 – 150 000 000
- 1922:
  - Kocham (ros. Люблю)
  - IV intiernacionał (ros. IV интернационал)
  - Piatyj intiernacionał (ros. Пятый интернационал)
- 1923:
  - O tym[7] (ros. Про это)
  - Raboczim Kurska, dobywszym pierwuju rudu, wriemiennyj pamiatnik raboty Władimira Majakowskogo (ros. Рабочим Курска, добывшим первую руду, временный памятник работы Владимира Маяковского)
- 1924 – Włodzimierz Iljicz Lenin[9] (ros. Владимир Ильич Ленин)
- 1925 – Latający proletariusz (ros. Летающий пролетарий)
- 1927 – Dobrze[7][10] (ros. Хорошо!)
- 1930 – Na cały głos (ros. Во весь голос)
- 1928-1930 – Niedokończony (ros. Неоконченное)

### Dramaty
- 1913 – Włodzimierz Majakowski[7] (ros. Владимир Маяковский)
- 1920:
  - A czto, jesli? (ros. А что, если?)
  - Pjeska pro popow, koi nie ponimajut, prazdnik czto takoje (ros. Пьеска про попов, кои не понимают, праздник что такое)
  - Kak kto prowodit wriemia, prazdniki prazdnuja (ros. Как кто проводит время, праздники празднуя)
  - Czempionat wsiemirnoj kłassowoj bor’by (ros. Чемпионат всемирной классовой борьбы)
- 1918, 1920-1921 – Misterium – Buffo[7][11] (ros. Мистерия Буфф)
- 1921 – Wczerasznij podwig (ros. Вчерашний подвиг)
- 1929 – Pluskwa[11][12] (ros. Клоп)
- 1930 – Łaźnia[12][13] (ros. Баня)

### Scenariusze filmowe
- 1918 – W okowach filmu (ros. Закованная фильмой)

### Zbiory wierszy
- 1913 – Ja (ros. Я)
- 1916 – Prostoje kak myczanije (ros. Простое как мычание)
- 1919 – Wsio soczinionnoje Władimirom Majakowskim. 1909-1919 (ros. Всё сочинённое Владимиром Маяковским. 1909–1919)
- 1925 – Hiszpania. – Ocean. – Hawana. – Meksyk. – Ameryka (ros. Испания. – Океан. – Гавана. – Мексика. – Америка)

### Wiersze[7][14]
- 1912 – Nocz (ros. Ночь) – pierwszy opublikowany wiersz Majakowskiego
- 1914:
  - Wojna objawlena (ros. Война объявлена)
  - Mama i zabity przez Niemców wieczór (ros. Мама и убитый немцами вечер)
- 1915:
  - Wam! (ros. Вам!)
  - Ja i Napoleon (ros. Я и Наполеон)
- 1916:
  - Ko wsiemu (ros. Ко всему)
  - Liliczka! Wmiesto pis’ma (ros. Лиличка! Вместо письма)
- 1917 – Riewolucija. Poetochronika (ros. Революция. Поэтохроника)
- 1918 – Lewyj marsz (ros. Левый марш)
- 1922:
  - Kak rabotajet riespublika diemokraticzeskaja? (ros. Как работает республика демократическая?)
  - Moje wystąpienie na konferencji genueńskiej (ros. Моя речь на генуэзской конференции)
  - Posiedzeniarze[15] (ros. Прозаседавшиеся)
- 1923 – Paryż (Rozmowy z Wieżą Eiffla) (ros. Париж (Разговорчики с Эйфелевой башней))
- 1924 – Jubileusz (ros. Юбилейное)
- 1926:
  - Towariszczu Niettie, parochodu i czełowieku (ros. Товарищу Нетте, пароходу и человеку)
  - Pis’mo iz Pariża o suszczosti lubwi (ros. Письмо из Парижа о сущности любви)
  - Pis’mo Tatjanie Akowlewoj (ros. Письмо Татьяне Яковлевой)
- 1927 – Po gorodam Sojuza (ros. По городам Союза)
- 1928 – Rasskaz litiejszczika Iwana Kozyriewa o wsielenii w nowuju kwartiru (ros. Рассказ литейщика Ивана Козырева о вселении в новую квартиру)
- Kilka słów o sobie samym
- Macie!
- Bluza fircyka
- Posłuchajcie
- Hymn na cześć sędziego
- Dobre traktowanie koni
- Z ostatniego notatnika
- Piosenka majowa
- Co to znaczy dobrze i co to znaczy źle[16]
- Co stronica – słoń albo lwica
- Ognisty rumak
- To wiersze moje dla dzieciarni o morzach i morskiej latarni
- Opowiem dziś tobie o pewnym nierobie
- Kim chciałbym zostać
- Czekamy, towarzysze-ptaszki! Co to znowu za igraszki?
- Sztuczki chmurek

### Publicystyka
- 1924 – Moje odkrycie Ameryki[17] (ros. Моё открытие Америки) – szkic
- 1922–1928 – Ja sam (ros. Я сам) – autobiografia
- 1930 – Wsiem (ros. Всем)

## Upamiętnienie
- Od 24 listopada 1961 ulica w Warszawie, na terenie obecnej dzielnicy Wola, nosi nazwę ulicy Włodzimierza Majakowskiego[18],
- ulica w Tarnowskich Górach-Strzybnicy nosi nazwę ulicy Włodzimierza Majakowskiego,
- ulica na wrocławskim osiedlu Kuźniki nosi nazwę ulicy Włodzimierza Majakowskiego,
- ulica w Poznaniu na osiedlu Kobylepole nosi nazwę ulicy Włodzimierza Majakowskiego; dawniej była znacznie dłuższa[19] – biegła od ulicy Jana Pawła II[20] koło Jeziora Maltańskiego do granicy miasta
- ulica w Bielsku-Białej nosi nazwę ulicy Włodzimierza Majakowskiego,
- ulica w Dąbrowie Górniczej nosi nazwę Włodzimierza Majakowskiego.